# Uwe Jank
Uwe Jank (* 6. März 1950 in Großräschen) ist ein ehemaliger deutscher Fußballspieler im Mittelfeld. Er spielte für die BSG Energie Cottbus in der DDR-Oberliga.

## Karriere
Jank spielte in seiner Jugend bei seinen Heimatvereinen BSG Aufbau Großräschen und BSG Aktivist Großräschen-Süd. 1968 wurde er von der BSG Aktivist Brieske-Senftenberg verpflichtet. Bereits ein Jahr später spielte er wegen des Wehrdienstes für die ASG Vorwärts Cottbus. 1972 kehrte Jank zurück zur BSG Aktivist Brieske-Senftenberg, verließ den Verein aber bereits in der darauffolgenden Saison und schloss sich der BSG Energie Cottbus an, die in der DDR-Oberliga spielte. Jank debütierte am 18. August 1973, als er am ersten Spieltag beim 1:1 gegen den FC Karl-Marx-Stadt in der Startelf stand. Er wurde jedoch in der 39. Minute ausgewechselt und durch Hans Böttcher ersetzt. In der Saison 1973/74 kam Jank noch acht weitere Male zum Einsatz. Nach dem Abstieg in die zweitklassige DDR-Liga spielte er 1974/75 siebenmal für Cottbus. Nach der Saison 1975/76 mit 19 Spielen wechselte Jank zur TSG Lübbenau 63, für die er sechs Jahre aktiv war. Anschließend war er von 1982 bis 1984 noch Spielertrainer bei der BSG Aktivist Dissenchen.
Nach seiner aktiven Karriere wirkte Jank noch zwei weitere Jahre als Cheftrainer in Dissenchen. Danach trainierte er die Jugend des ESV Lok Cottbus, bevor er dort 2002 für ein Jahr Trainer der ersten Mannschaft wurde.